# Актриса (фільм)
«Актриса» — радянський повнометражний чорно-білий художній фільм, поставлений на Центральної об'єднаної кіностудії режисером Леонідом Траубергом в 1943 році.
Прем'єра фільму у СРСР відбулося 22 квітня 1943 року.

## Зміст
Відома актриса оперети вирішила, що в роки війни її професія недоречна і зважилася залишити музику. Та бажання почути пісню на фронті, у тилу і в госпіталях виявилося для багатьох природним і необхідним, а для співачки — стало відкриттям. Актриса повертається у театр.

## У головних ролях
- Галина Сергєєва — Зоя Володимирівна Стрельникова
- Борис Бабочкин — Петро Миколайович Марков
- Зінаїда Морська — Агафія Луківна

## Ролі
- Володимир Грибков — Анатолій Сергійович Оболенський
- Михайло Жаров — артист Жаров
- Юрій Коршун
- Костянтин Сорокін — Зайцев
- Микола Темяков — директор театру
- Володимир Шишкін — Шурик
- У титрах не вказані:
- Юрій Боголюбов — хлопець з патефоном
- Георгій Гумілевський — поранений
- Олександра Данилова — медсестра
- Олександра Денисова — Віра Борисівна
- Михайло Кузнецьов — боєць на прифронтовому концерті
- Георгій Светлані — поранений, балалаєчник
- Манефа Соболевська — медсестра
- Зоя Земнухова — дівчисько-жебрачка
- Володимир Уральський — боєць
- Інна Федорова — медсестра
- Григорій Шпігель — Борис Якович, акомпаніатор Стрельникової

## Знімальна група
- Сценарій — Миколи Ердмана, Михайла Вольпіна
- Постановка — Леоніда Трауберга
- Режисери — Михайло Шапіро, Надія Кошеверова
- Оператор — Андрій Москвін
- Художник — Євген Еней
- Звукооператор — Ілля Вовк
- Музика з творів Оффенбаха, Кальмана та ін.
у редакції А. Рябова та Оскара Сандлера
- Пісня — Оскара Сандлера
- Постановка танців — Александра Румнєва
- Директор — Михайло Левін
- Композитор — Оскар Сандлер
- Художній керівник студії — Фридріх Ермлер

Фільм відновлений на Ленінградській ордена Леніна кіностудії «Ленфільм» в 1972 році.
Режисер відновлення — Давид Кочарян

Звукооператор — Юрій Леонтьєв

## Музична доріжка
У фільмі використані наступні музичні уривки: арія Маріци з оперети Імре Кальмана «Маріца», пісня Нінон «Карамболина, Карамболетта!» в запису Віри Красовицький з оперети Імре Кальмана «Фіалка Монмартра», куплети Періколи з оперети Жака Оффенбаха «Перикола».